# Begonia atricha
Espèce
Synonymes
- Diploclinium atrichum Miq.[2] [3]

Begonia atricha est une espèce de plantes de la famille des Begoniaceae. Ce bégonia est originaire d'Indonésie. L'espèce fait partie de la section Petermannia. Elle a été décrite sous le nom de Diploclinium atrichum en 1855 par Friedrich Anton Wilhelm Miquel (1811-1871), puis recombinée dans le genre Begonia en 1864 par Alphonse Pyrame de Candolle (1806-1893). L'épithète spécifique atricha (du grec trikhos, poils, avec le suffixe a privatif, sans) signifie « sans poil ». 

## Répartition géographique
Cette espèce est originaire du pays suivant : Indonésie.